# Seleção Austríaca de Voleibol Masculino
A seleção austríaca de voleibol masculino é uma equipe europeia composta pelos melhores jogadores de voleibol da Áustria. A equipe é mantida pela Federação Austríaca de Voleibol (Österreichischer Volleyball Verband). Desde 4 de janeiro de 2012 a Áustria está na 66ª posição no ranking mundial.

## Histórico
A equipe nunca obteve resultados relevantes. Suas aparições nos principais campeonatos foram no Campeonato Mundial e seis participações no  Europeu. Sua melhor colocação neste último foi um 8º lugar; entretanto, a equipe competiu como país-sede e o campeonato foi disputado por apenas oito times.

## Resultados obtidos nos principais campeonatos

### Jogos Olímpicos
A seleção austríaca nunca participou dos Jogos Olímpicos.

### Campeonato Mundial
| Ano  | Sede            | Classificação   |
| ---- | --------------- | --------------- |
| 1949 | Tchecoslováquia | não participou  |
| 1952 | União Soviética | não participou  |
| 1956 | França          | 20º             |
| 1960 | Brasil          | não participou  |
| 1962 | União Soviética | 19º             |
| 1966 | Tchecoslováquia | não participou  |
| 1970 | Bulgária        | não participou  |
| 1974 | México          | não participou  |
| 1978 | Itália          | não participou  |
| 1982 | Argentina       | não participou  |
| 1986 | França          | não participou  |
| 1990 | Brasil          | não participou  |
| 1994 | Grécia          | não participou  |
| 1998 | Japão           | não participou  |
| 2002 | Argentina       | não qualificada |
| 2006 | Japão           | não qualificada |
| 2010 | Itália          | não qualificada |
| 2014 | Polónia         | ?               |

### Campeonato Europeu
| Ano  | Sede                         | Classificação   |
| ---- | ---------------------------- | --------------- |
| 1948 | Itália                       | não participou  |
| 1950 | Bulgária                     | não participou  |
| 1951 | França                       | não participou  |
| 1955 | Roménia                      | 13º             |
| 1958 | Tchecoslováquia              | 18º             |
| 1963 | Roménia                      | 16º             |
| 1967 | Turquia                      | 19º             |
| 1971 | Itália                       | 21º             |
| 1975 | Iugoslávia                   | não participou  |
| 1977 | Finlândia                    | não participou  |
| 1979 | França                       | não participou  |
| 1981 | Bulgária                     | não participou  |
| 1983 | Alemanha Oriental            | não participou  |
| 1985 | Países Baixos                | não participou  |
| 1987 | Bélgica                      | não participou  |
| 1989 | Suécia                       | não participou  |
| 1991 | Alemanha                     | não participou  |
| 1993 | Finlândia                    | não participou  |
| 1995 | Grécia                       | não participou  |
| 1997 | Países Baixos                | não participou  |
| 1999 | Áustria                      | 8º              |
| 2001 | Chéquia                      | não qualificada |
| 2003 | Alemanha                     | não qualificada |
| 2005 | Itália / Sérvia e Montenegro | não qualificada |
| 2007 | Rússia                       | não qualificada |
| 2009 | Turquia                      | não qualificada |
| 2011 | Áustria / Chéquia            | ?               |
| 2013 | Polónia / Dinamarca          | ?               |

### Liga Mundial
A seleção austríaca nunca participou da Liga Mundial.

### Copa do Mundo
A seleção austríaca nunca participou da Copa do Mundo.

### Copa dos Campeões
A seleção austríaca nunca participou da Copa dos Campeões.

### Liga Europeia
| Ano  | Sede        | Classificação  |
| ---- | ----------- | -------------- |
| 2004 | Opava       | não participou |
| 2005 | Kazan       | não participou |
| 2006 | İzmir       | não participou |
| 2007 | Portimão    | não participou |
| 2008 | Bursa       | 7º             |
| 2009 | Portimão    | 10º            |
| 2010 | Guadalajara | 8º             |
| 2011 | A definir   | ?              |

## Elenco atual
Atletas convocados para integrar a seleção austríaca de voleibol na Liga Europeia de 2010.